# Brooklyn College
Il Brooklyn College è una scuola pubblica dell'omonimo quartiere di New York, negli Stati Uniti d'America.
Venne fondato quando, nel 1930, il New York City Board of Higher Education votò a favore dell'unione delle due branche a Brooklyn del City College e dell'Hunter College.